# Los extermineitors
Los Extermineitors, también conocida simplemente como Extermineitors, es una película argentina cómica-de acción, estrenada el 6 de julio de 1989 dirigida por Carlos Galettini y protagonizada por Emilio Disi, Guillermo Francella, Aldo Barbero, Héctor Echavarría y Patricia Sarán. Es una de las películas de acción más exitosas de la historia del cine de su país, y es la primera parte de una saga de 4 películas que continúa con Extermineitors II, La Venganza del Dragón y llega hasta 1992.

## Sinopsis
Dos legendarios excombatientes de la Guerra de Vietnam llamados Extermineitor y Destroceitor están viajando en barco hacia Buenos Aires, cuando engatusados son sedados con una bebida y arrojados al mar por dos agentes, que trabajan para el jefe criminal conocido como el Dragón (Néstor Varzé). Al llegar la nave a puerto, el Coronel Morris (Aldo Barbero) toma a los marineros Emilio y Guillermo (Disi y Francella) –que se han puesto las ropas de los excombatientes para sacarse fotos– para un plan intensivo de entrenamiento; pero cuando se dan cuenta de que no son ellos los "héroes", estos ya están en manos del campeón mundial de artes marciales, Héctor.
Al finalizar el entrenamiento, los dos aterrorizados amigos parten junto a su instructor para eliminar a un grupo de narcotraficantes dirigidos por el Dragón. Convertidos en improvisados "Rambos", estos principiantes intentarán derrotar a su enemigo.

## Reparto
- Emilio Disi como Emilio.
- Guillermo Francella como Guillermo.
- Aldo Barbero como el Coronel Morris.
- Héctor Echavarría como Héctor.
- Patricia Sarán como Graciela.
- Marcela Ortiz.
- Karina Colloca.
- Néstor Varzé como el Dragón.
- Omar Pini.
- Isabel Libossart.
- Miguel Ramos como compañero de Echavarría.
- Hugo Quiril como oficial Valiente.
- Fabiana Donato como Fabiana.
- Leonardo Nápoli como el capitán del barco.
- Mabel Dai como el agente 1.
- Gabriel Kociol como el agente 2.
- Miguel Bragan como Destroceitor.
- Juan Jakonssky como Extermineitor.
- Fabiana Rusco como la mucama (como Fabiana Ruco).
- Luis Sturla como el ejecutivo 1.
- Cheng Wu como eljecutivo 2.
- Atsushi Mizukawa como el ejecutivo 3.
- Fernando Álvarez como el marinero.
- Juan Puenzo como el anunciador de la pelea.
- Claudio Torres como el soldado de prefectura.
- Fernando Latorre el oficial de prefectura.
- Isabel Matzubara como el ninja 1.
- Mónica Crespi como el ninja 2.
- Ricardo Ciarla como el pescador.

## Producción
Años después del estreno del film se difundió a través de Internet que la «mediática» y vedette argentina Zulma Lobato participó como extra, años antes de transvestirse y tomar notoriedad como personaje televisivo; su rol es el de un extra que aparece como un espectador que alienta a Echavarría durante su pelea.